# J.C.Th. Marius
J.C.Th. Marius was van 1881 tot 1982 een winkel en fabriek van wetenschappelijke instrumenten in de Nederlandse gemeente Utrecht.
In 1866 opende apothekerszoon Johan Christiaan Theodoor Marius (1845-1926) in Arnhem een Magazijn van Chemische en Pharmaceutische Apparaten ten dienste van Hogere Burgerscholen, Apothekers, Chemisten en Pharmaceuten. Hij werkte samen met zijn broer en zwager. In 1881 vestigde hij aan de Ambachtstraat in Utrecht een handel in wetenschappelijke instrumenten en apothekersbenodigdheden en specialiseerde zich in het inrichten van apotheken, chemisch-farmaceutische en fysische laboratoria. De binnenstad van Utrecht was een logische vestigingsplaats, dicht bij de universiteit, het Academisch Ziekenhuis en de faculteit diergeneeskunde.
Vanaf eind jaren tachtig ging de firma Marius zelf instrumenten fabriceren. Het was hiermee een van de weinige Nederlandse bedrijven die zich, ondanks een groot gebrek aan geschoold personeel, toelegden op specialisatie, innovatie en serieproductie. Het nam toestellen in productie die door universitaire onderzoekers waren uitgedacht, zoals een microtoom geïnspireerd op exemplaren van de Cambridge Scientific Instrument Company. In 1894 breidde het uit met een kleine werkplaats met een glasblazerij en -slijperij. Omstreeks 1900 veranderde de bedrijfsnaam in N.V. Fabriek en Magazijn van Wetenschappelijke Instrumenten voorheen J.C.Th. Marius. J.C.Th. Marius werd in 1906 als bestuursvoorzitter opgevolgd door zijn zoon Hendrik Roelof Marius (1882-1920).
In 1893 bracht Marius een catalogus van 246 pagina's uit onder de titel Prijscourant over chemische apparaten en utensiliën van J.C.Th. Marius te Utrecht, in 1906 besloeg de zevende editie 634 pagina's.
In 1908 verhuisden de glasblazerij, slijperij en mechanische werkplaats, toonzaal en kantoor naar drie nieuw gebouwde panden naast de Winkel van Sinkel op de Ganzenmarkt. De panden die eerder op deze plaats stonden, waren in 1901 door brand verwoest. Als magazijn werden de oude kelders gebruikt. In 1911 werd de gevel tijdelijk versierd als een kasteel, ter gelegenheid van het 55e lustrum (275-jarig bestaan) van de universiteit met als thema Het beleg van Utrecht in 1345.
Marius importeerde veel van zijn producten uit Duitsland maar de Eerste Wereldoorlog maakte de import moeilijk, wat een extra impuls gaf aan de eigen fabricage. In 1958 werd samen met de firma’s G.B. Salm & P.J. Kipp en Zonen en Beun de Ronde de Coöperatieve Vereniging Centraal Magazijn voor kleine artikelen opgericht. In 1963 werden fusiebesprekingen gevoerd met Nedoptifa. Deze fusie zou uiteindelijk niet doorgaan. In 1982 verhuisde het bedrijf naar elders en werden de panden op de Ganzenmarkt verkocht.

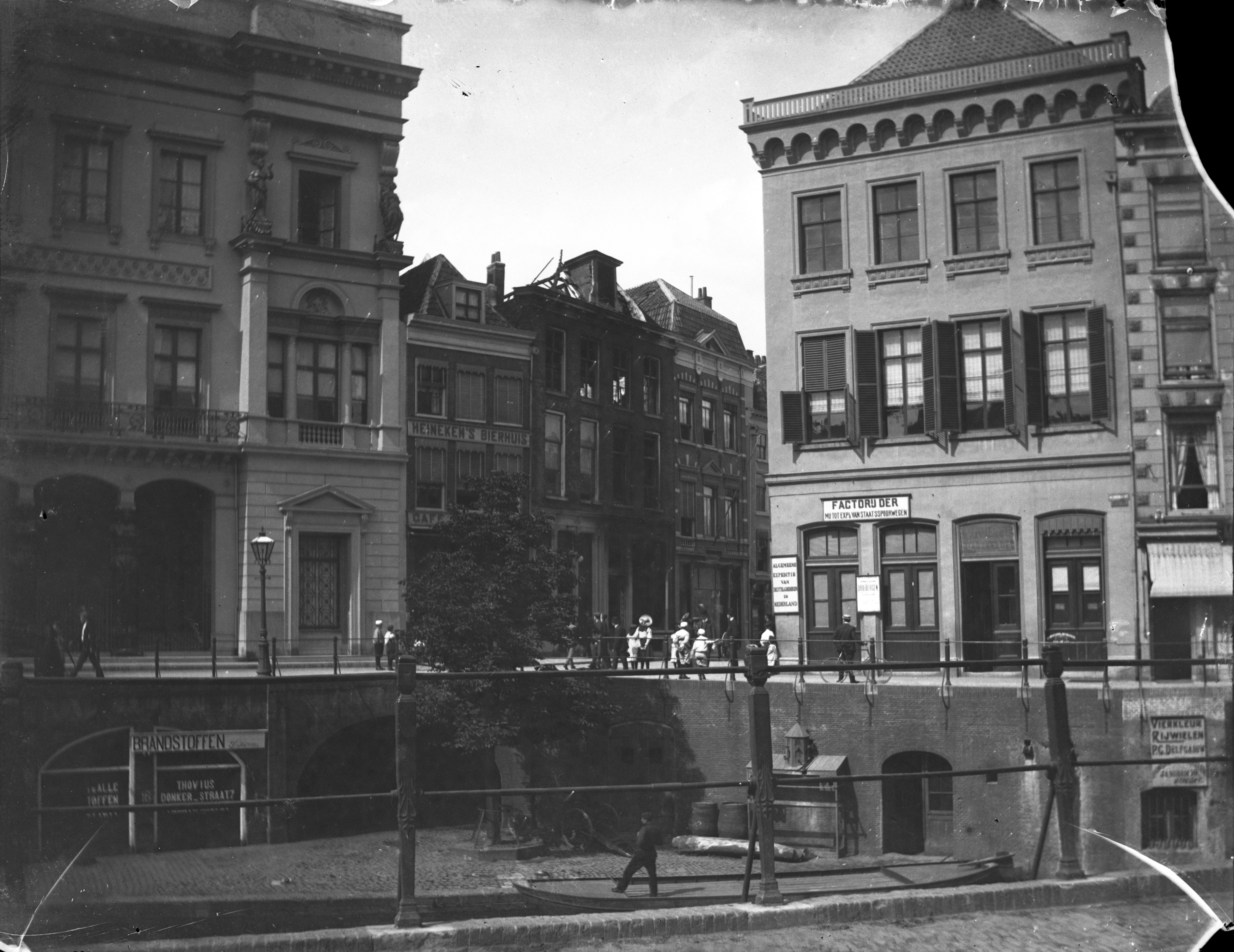
De uitgebrande galanterieënwinkel Magazijn De Volharding, 1901 (foto van Johannes Anthonius Moesman)
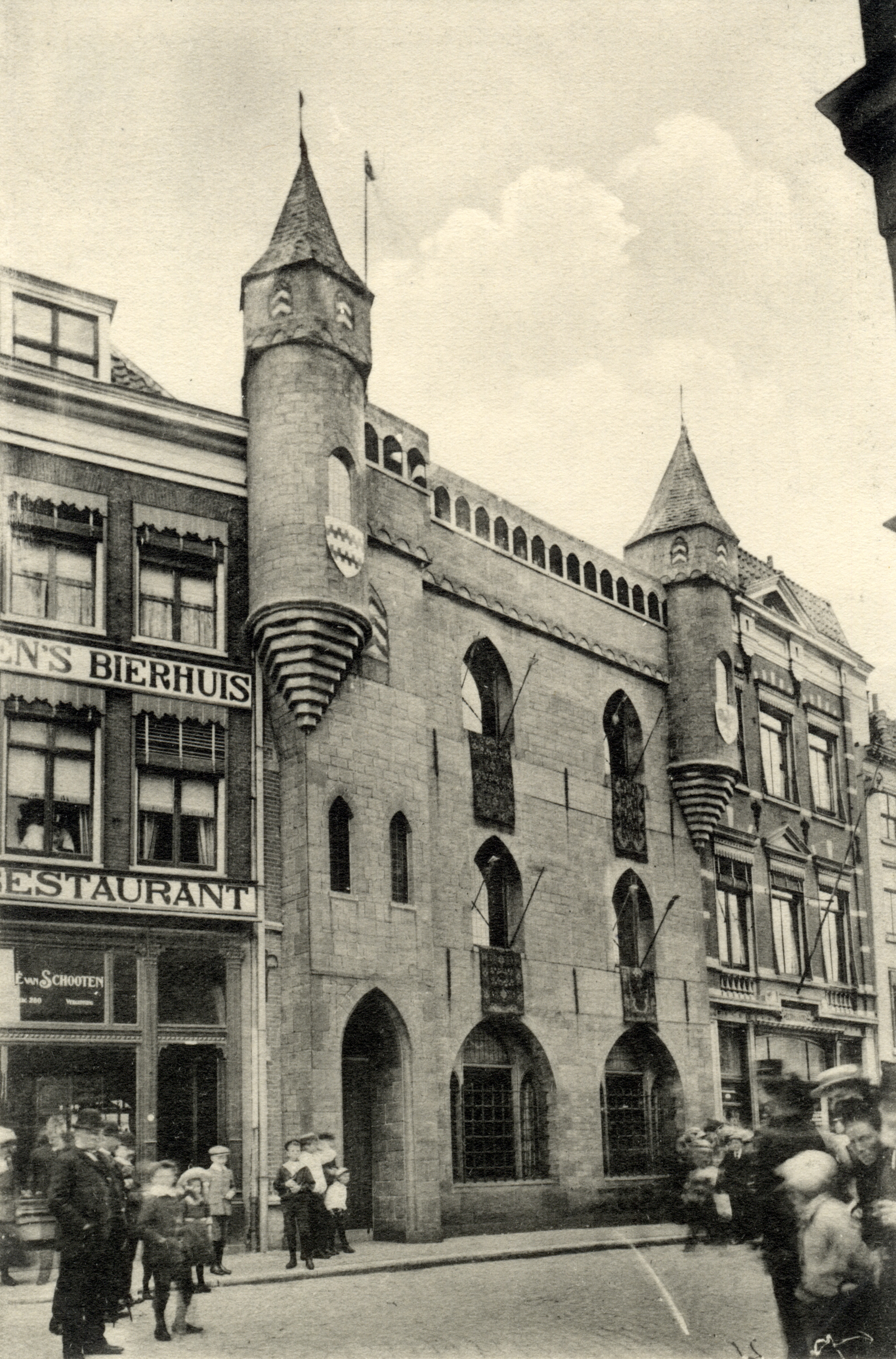
Kasteel Marius als onderdeel van de festiviteiten bij het 55e lustrum van de universiteit in 1911
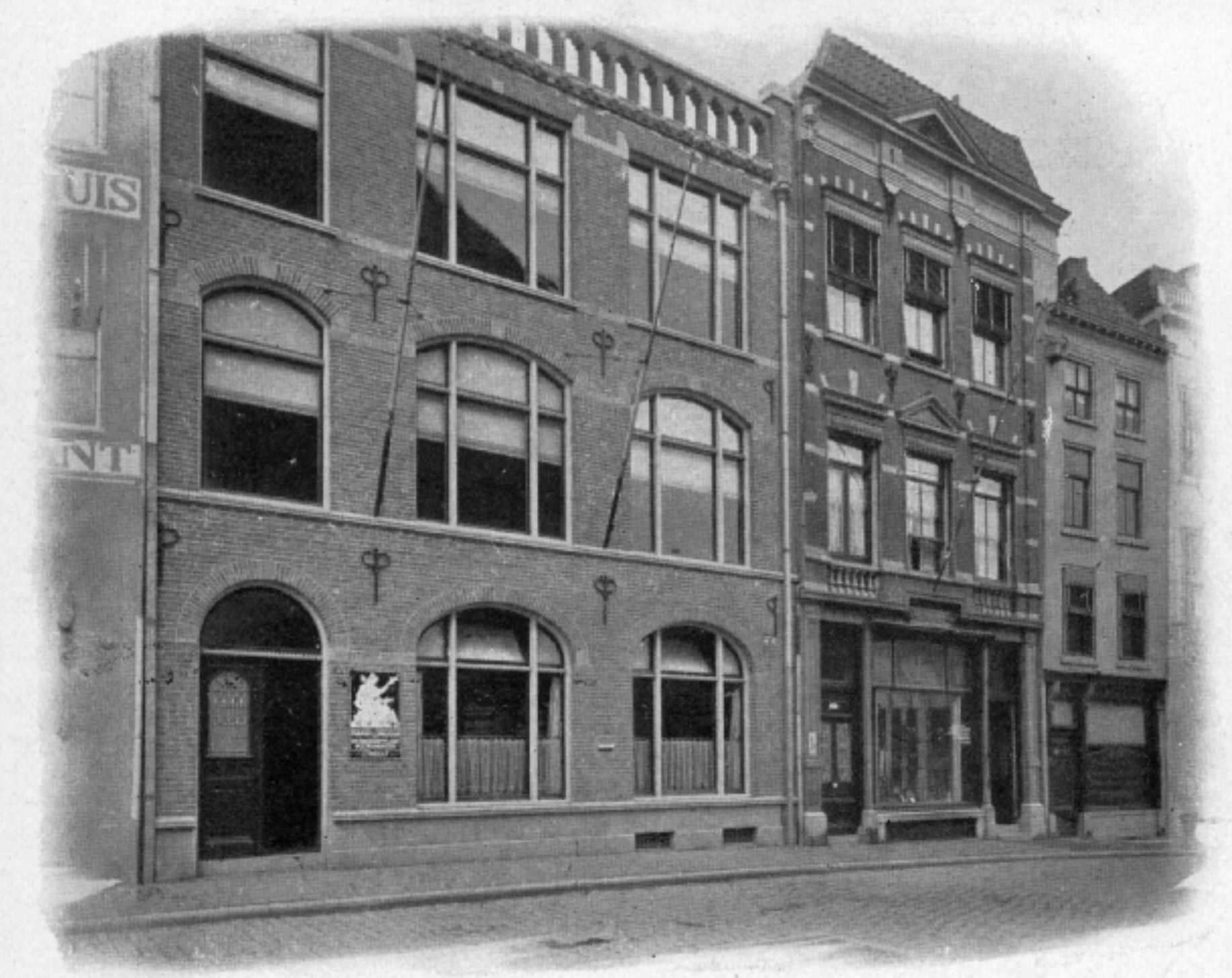
Ganzenmarkt 4-8 in 1913
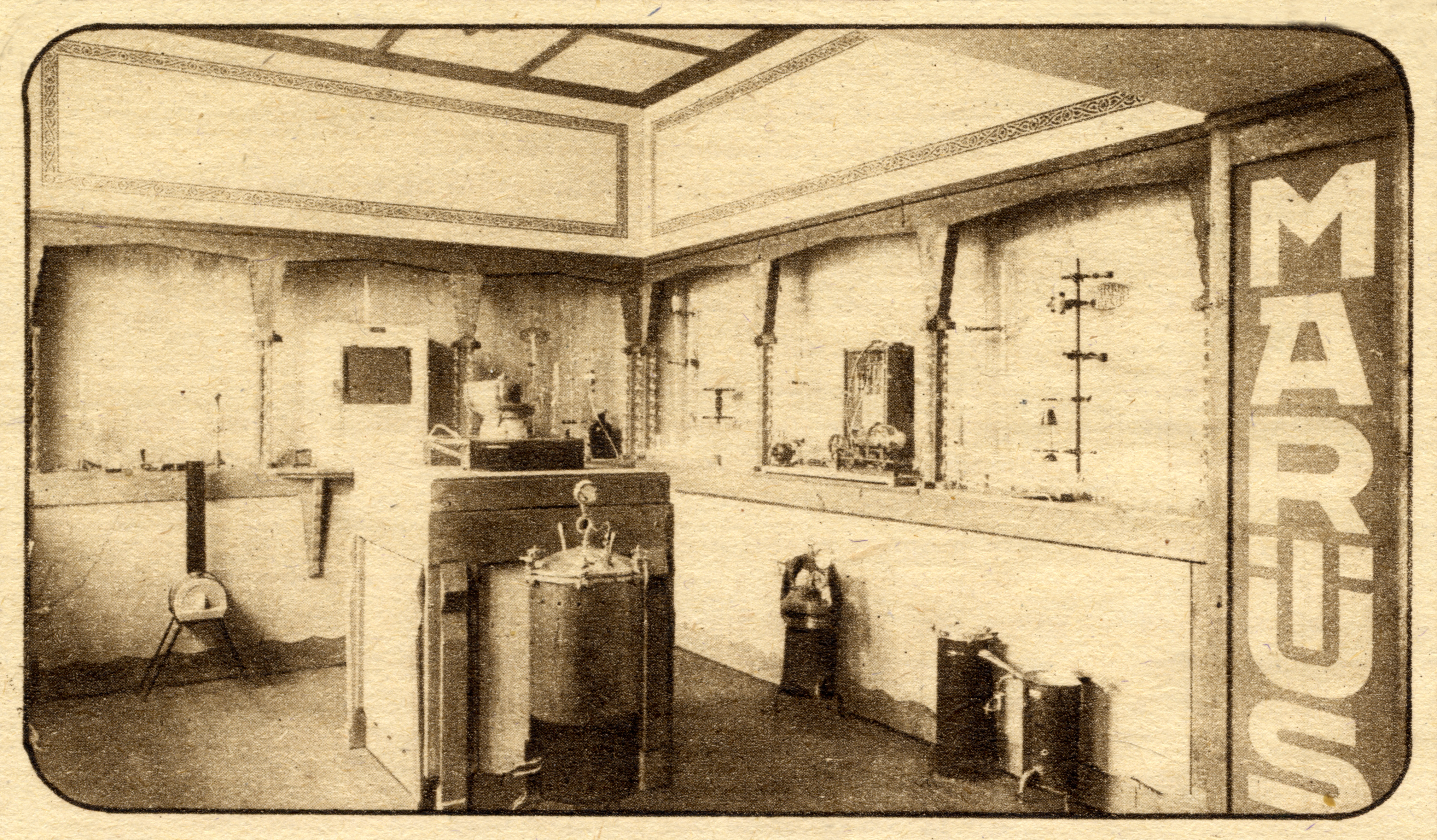
De door Dirk Jan Heusinkveld ontworpen monsterkamers op de Jaarbeurs van 1919